# نبيل شحادة
نبيل شحادة فنان تشكيلي فلسطيني (مواليد القدس عام 1950) لعائلة خليليَّة. درس في مدرسة جون كاس للفنون في لندن ( John Cass ) في عامي 1973-1974. ودرس في كلية همرسميث Hammersmith في لندن ، (74-1975) . كذلك في كلية شلسي للفنون ( Chelsea School  ) بلندن في الفترة ( 1976-1979 ). وفي عام 1982 درس – الجدرايات في لندن. أقام عدّة معارض فرديّة. وشارك في معارض جماعية كثيرة . حصل على جائِزة ترامسيو لمهرجان دورو عام 1989. معارضه الشخصية أقيمت في سويسرا والأردن وبريطانيا وإيطاليا وأمريكا وكندا، منذ عام 1972. ويقيم الفنان في سويسرا منذ فترة كبيرة.